# Tesco Organisation
Tesco Organisation — немецкий независимый лейбл звукозаписи, основанный в 1987 году Клаусом Хильгелем и Йоахимом Колем. Лейбл специализируется на таких стилях как индастриал, power electronics, noise ambient и неофолк.
На Tesco выпускались: Genocide Organ, Throbbing Gristle, Con-Dom, Contagious Orgasm и Death In June, Apoptose, Post Scriptvm.
У лейбла также существует собственная дистибьютерская сеть Tesco Distribution, отделение в США Tesco USA и небольшой лейбл Functional Organisation, специализирующийся на переиздании редких записей.